# معرض أبو ظبي الدولي للكتاب
معرض أبو ظبي الدولي للكتاب هو أحد أكثر معارض الكتب تنوعاً في المنطقة. حيث تحتل أبوظبي مكانة رائدة كمحرك لنمو صناعة النشر الإقليمية. ويأتي المعرض وسط التزام بتعزيز الأعمال العالمية المتعلقة بصناعة الكتاب على المدى الطويل.
تمكن المعرض، منذ افتتاحه قبل 29 عاماً على يد الشيخ زايد بن سلطان آل نهيان، من تحقيق سمعة عالمية مرموقة كحدث ثقافي وتجاري يحتذى به في المنطقة.
يشكل المعرض جزءاً من الاستراتيجية التي تهدف إلى تحويل إمارة أبوظبي إلى وجهة رئيسية في عالم النشر. أقيمت الدورة الأولى من المعرض عام 1981 قبل أن تتحول إلى مناسبة سنوية ثابتة في عام 1993، إذ انتقل مكان المعرض إلى مركز أبوظبي الوطني للمعارض.
يستضيف معرض أبوظبي الدولي للكتاب كل عام أبرز دور النشر العربية والإقليمية والدولية، كما تقام الفعاليات والأحداث بمشاركة أهم دور النشر العالمية، مما يساهم في تطوير قطاع النشر ويفتح أمام الناشرين المحليين والعرب آفاقاً جديدة واعدة.
ويسعى المعرض إلى إثراء أنشطته من خلال برامج فكرية وثقافية وعروض فنية تجذب الزوار وتضفي جواً من البهجة إليه.

## تاريخ المعرض
أُطلق المعرض لأول مرة في عام 1981 تحت اسم «معرض الكتاب الإسلامي» وتم تغيير اسمه إلى معرض أبوظبي الدولي للكتاب في عام 1986. الهدف الرئيسي للمعرض منذ إنشائه هو تشجيع القراءة والتبادل الثقافي، وتسليط الضوء على التطور الثقافي في دولة الإمارات كما يهدف أيضاً إلى تحويل أبوظبي إلى مركز مهم في صناعة النشر بالمنطقة العربية. يقام معرض أبوظبي الدولي للكتاب سنوياً حيث أنه تحول إلى مناسبة سنوية ثابتة منذ عام 1993، وفي العام ذاته انتقل موقعه إلى مركز أبوظبي الوطني للمعارض. يجمع المعرض أبرز دور النشر في الإمارات والعالم أجمع، إلى جانب المكتبات والوكالات والمؤسسات الثقافية والنوادي الصحافية، كما تستقطب فعاليات معرض أبوظبي للكتاب كافة المهتمين بالأوساط الثقافية على تنوع خلفياتهم المعرفية.وقد استقبل معرض أبوظبي الدولي للكتاب في نسخته الـ33 أكثر من 200 ألف زائر، وشارك في المعرض 1.350 دار نشر من 90 دولة.

## أهداف المعرض
يهدف معرض أبوظبي الدولي للكتاب إلى تسليط الضوء على الإنجازات التي تطور التفكير الثقافي والمعرفي في دولة الإمارات العربية المتحدة، وتحفز الأجيال القادمة بالمعرفة والثقافة التي تنتج عن القراءة، ومن خلال القراءة يتم بناء جيل واع ومثقف. أيضًا، يجمع المعرض المكتبات والوكالات والمؤسسات الثقافية والنوادي الصحافية من حول العالم في أبوظبي لطلاعهم على التقاليد الأدبية، تحت سقف واحد. أما بالنسبة للورش خلال المعرض، فيهدف من خلالها إلى مشاركة الزوار والمشاركين في فعاليات تنمي مهاراتهم وتطور المستوى الثقافي العام.

## العارضون والزائرون
يشكل العارضون مجموعة من أبرز المؤثرين في قطاع النشر ممن يستضيفهم المعرض كل عام، بدءاً من دور النشر ووصولًا إلى الشركات التي تُعنى بالأدب الرقمي، والمؤلفون والناشرون والناشرون الرقميون والرسامون، ويوفر المعرض فرصة لدور النشر لتعزز من حضورها في عالم النشر، وزيادة التوعية بعلامتها التجارية، وعقد صفقات تجارية جديدة من خلال جناح مخصص في المعرض، ويمكن للعارضين التقدم للمعرض عبر خدمة العملاء للاطلاع على باقات العارضين والرسوم، إذ يقدم المعرض العديد من الأجنحة ومساحات العرض وبتصاميم مختلفة، بحيث يكون كل جناح يعبر عن العارض وعن منتجاته.
كما يستضيف معرض أبوظبي الدولي للكتاب كل عام أكثر من 150 ألف زائر من مختلف الفئات العمرية من عشاق الكتب ومحبي القراءة، ويوفر مكاناً للمعلمين والناشرين التعليميين للالتقاء ومشاركة الأفكار وممارسة الأعمال من خلال برنامج تعليمي يشمل العديد من الفعاليات والجلسات الافتراضية.

## جوائز معرض أبوظبي الدولي للكتاب
شهد معرض أبوظبي الدولي للكتاب، توزيع حزمة جوائز تعد هي الأكبر في العالم، وفقا لبيان القائمين على المعرض 
تقام حفلات تكريم الفائزين بقائمة الجوائز التي تمنح ضمن المعرض ، ومن أبرزها:

### جائزة الشيخ زايد للكتاب
جائزة أدبية سنوية منذ 2007، ينظمها مركز أبوظبي للغة العربية بدعم ورعاية من "دائرة الثقافة والسياحة في أبوظبي". وتبلغ القيمة الإجمالية لها 7,750,000 مليون درهم إمارتي. تُمنح لصناع الثقافة والمفكرين والمبدعين والناشرين والشباب، عن مساهماتهم في مجالات التنمية والتأليف والترجمة في العلوم الإنسانية وفق معاييرَ علمية وموضوعية.

### جائزة البوكر العربية

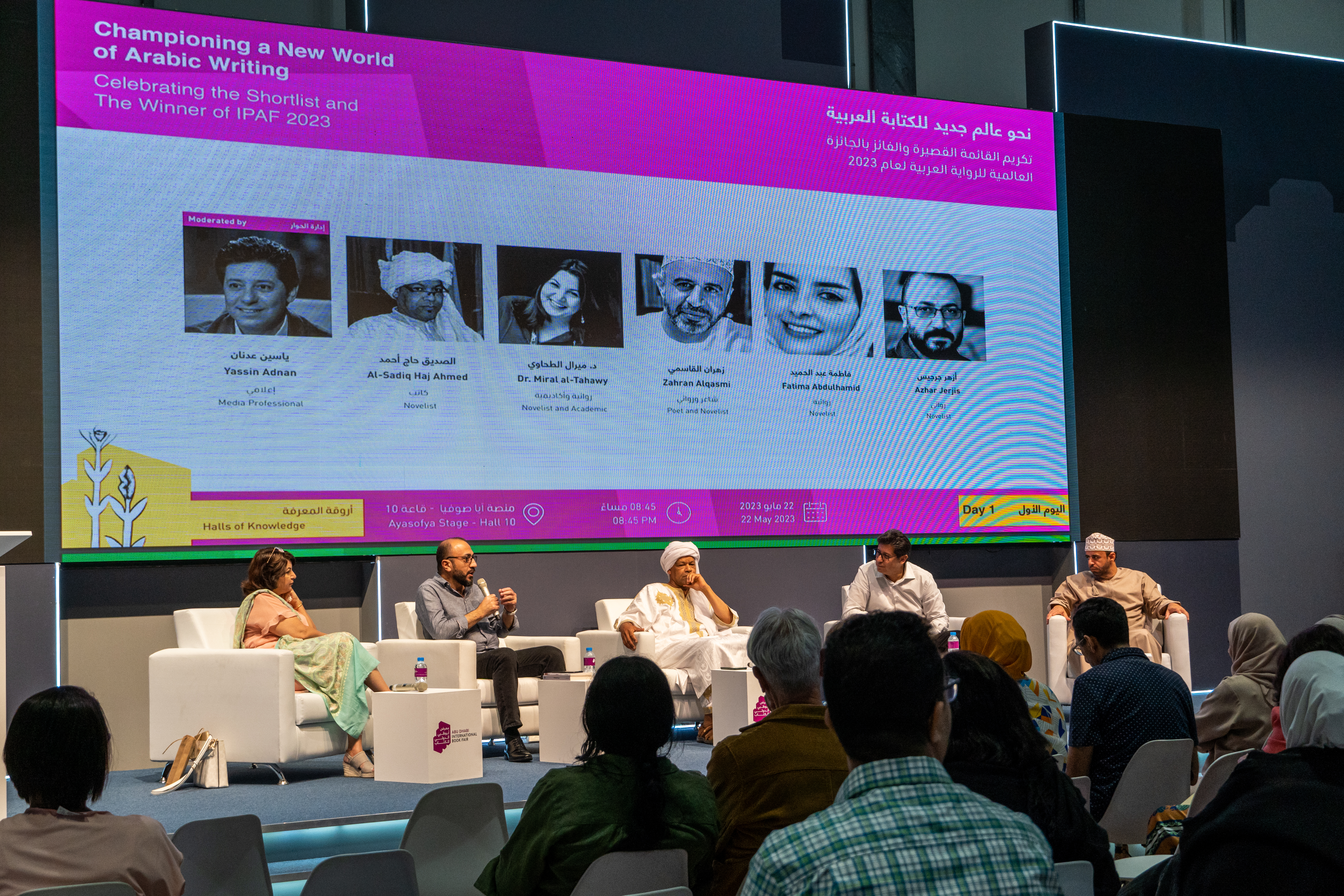
تكريم الكتاب المتميزين والفائزين بالجائزة العالمية للرواية العربية

تهدف الجائزة إلى مكافأة التميّز في الأدب العربي المعاصر، ورفع مستوى الإقبال على قراءة هذا الأدب عالمياً من خلال ترجمة الروايات الفائزة والتي وصلت إلى القائمة القصيرة إلى لغات رئيسية أخرى ونشرها.ويرعى الجائزة مركز أبوظبي للغة العربية التابع لدائرة الثقافة والسياحة – أبوظبي في دولة الإمارات العربية المتحدة، ودعم من مؤسسة جائزة بوكر في لندن.

### سرد الذهب
جائزة "سرد الذهب" أطلقها مركز أبوظبي للغة العربية، بهدف تكريم رواة السِّيَر والآداب والسرود الشعبية، وتسليط الضوء على أعمالهم محلياً وعربياً وعالمياً.

### كنز الجيل
أطلقها مركز أبوظبي للغة العربية بهدف تكريم الأعمال الشعرية النبطية، والدراسات الفلكلورية والبحوث المتصلة بالشعر النبطي .

### جائزة أسماء صديق للرواية الأولى
تهدف الجائزة إلى دفع الروائيِّين العرب لتأليف روايتهم الأولى، بغضّ النظر عن فئتهم العمريّة،

### جائزة ابن بطوطة لأدب الرحلة
هي جائزة أدبية،يمنحها المركز العربي للأدب الجغرافي – ارتياد الآفاق، في أبوظبي ولندن. وقد تأسست عام 2000 وقدمت لأول مرة عام 2003 وهي مخصصة لأفضل الأعمال المحققة والمكتوبة في أدب الرحلة.

## البرامج

### البرنامج الثقافي
يعتبر البرنامج الثقافي أكبر برامج معرض أبوظبي الدولي للكتاب، ويضم العديد من الفعاليات موزعة على مختلف أيام المعرض، يشارك فيها متحدثون في مختلف مجالات الثقافة والفنون والآداب والفكر وقطاعات أخرى مؤثرة في الشأن الثقافي، من خلال الأمسيات الشعرية، والمناظرات الفكرية والنقدية، والقراءات القصصية والنقاشات النقدية والتحليلية، والجلسات الأدبية، والندوات التي تتطرق إلى أبرز القضايا والظواهر والمستجدات على الساحة الثقافية والإبداعية.
يضم البرنامج الثقافي قائمة من المتحدثين الرئيسيين وكبار الشخصيات والأدباء والمفكرين العالميين، كما يتضمن مجموعة من الندوات بمشاركة نخبة من الأدباء والأكاديميين والمتخصصين والمترجمين، تتطرق إلى العديد من القضايا والظواهر الإبداعية والفنية والنقدية، في الأدب العربي والعالمي، وتستعرض كذلك عدداً من الأعمال الأدبية المتميزة. ويستضيف المعرض ضمن هذا البرنامج دولة معينة كضيف شرف في كل دورة من دوراته، لتقدم مجموعة متنوعة من الفعاليات التي تعكس إرثها الثقافي وتراثها الفني والأدبي، بغرض إلقاء الضوء على المشاهد الثقافية في بلدان عدة.

### البرنامج التعليمي
يعتبر معرض أبوظبي الدولي للكتاب حدثاً ثقافياً وتعليمياً يعزز الأهداف التعليمية والمعرفية والتثقيفية، ويدعم أصحاب المواهب ويحفزهم على الإبداع، يجمع آلاف الكتب التي تغطي مختلف المجالات والاهتمامات، عبر مشاركة دور النشر الدولية، ويستقطب مجموعة متنوعة من الأنشطة والفعاليات وورش العمل المهنية والإبداعية، ما يشكل فرصاً لتنمية أدوات ومهارات الدارسين، وخاصة طلبة المدارس والجامعات والأكاديميين وغيرهم.
يستهدف البرنامج التعليمي في المعرض طلبة المدارس والجامعات عبر مجموعة من الجلسات والفعاليات التعليمية والتثقيفية والورش التعليمية، وذلك بمشاركة العديد من الأدباء والمؤلفين، ويسعى إلى تعزيز مكانة الكتاب لدى جميع فئات المجتمع، ويساعد الطلاب من مختلف الأعمار والمراحل الدراسية على بناء إمكاناتهم الفكرية والمعرفية حول العديد من المواضيع المهمة.

### البرنامج المهني
يخصص معرض أبوظبي الدولي للكتاب برنامجاً مهنياً يستقطب الخبراء في قطاع النشر لمناقشة أحدث التطورات والتحديات والحلول في ميدان النشر والأدب، ويوفر فهم قطاع النشر في العالم العربي والشرق الأوسط، من خلال برنامج يغطي أسواق التوزيع، والحقوق التجارية، والاتجاهات الأدبية، والتطورات التكنولوجية، بشكل يهدف إلى تعزيز الاتصالات الدولية وفهم كيفية صناعة النشر القوية في منطقة الشرق الأوسط وشمال إفريقيا.
ويتضمن البرنامج فعاليات مختلفة من ورش العمل والندوات والجلسات والمحاضرات، التي تمكن المشاركين من تنمية وصقل مهاراتهم، واكتساب معارف جديدة، من خلال استثمار دعم أصحاب الخبرات الذين يشاركون ويشرفون بشكل مباشر على تلك الأنشطة والفعاليات، ومناقشة أكثر المشاكل التي تواجه مجتمع النشر، إضافة إلى مناقشة الفرص المتاحة في مجال صناعة النشر في العالم العربي.

### سينما الصندوق الأسود
تعد «سينما الصندوق الأسود» إحدى أبرز الأجنحة التي تشهد إقبالاً واسعاً في معرض أبوظبي الدولي للكتاب حيث تحوّلت هذه التجربة إلى ركن أساسي من أركان المعرض منذ إطلاقها في عام 2017. أسس هذه السينما نواف الجناحي السينمائي الإماراتي بهدف توفير صلة وصل بين جمهور الآداب وفن الأفلام السينمائية القصيرة لنشر ثقافة السينما بين شرائح جديدة من الجمهور، إضافة إلى تمكين فئات الزوار المختلفة من التعرف على السينما العربية. تشتمل الأجندة على الأفلام العربية القصيرة بنوعيها الروائي والوثائقي، وقد رفعت النسخة ال31 من المعرض من الطاقة الاستيعابية للسينما من 50 إلى 70 شخصاً ووصل عدد الأفلام إلى 22 فيلماً قصيراً من 13 دولة جميعها منتجة بين 2019 و2022. هناك 15 فيلماً قصيراً من الإمارات والعالم العربي، و7 أفلام قصيرة مستضافة في عروض خاصة من جمهورية ألمانيا الاتحادية. الأفلام مترجمة بالإنجليزية، والدخول مجاني للجمهور.

### ركن الفنون
يستقطب المعرض العديد من الأنشطة والفعاليات الأخرى بعيداً عن عالم الكتب، بشكل يستهدف جمهوراً متنوعاً ويلبي توقعات أصحاب مختلف الاهتمامات، ويتيح مساحة مختلفة عن محتوى المعرض من خلال توفيره منصة لعرض محتوى بصري أشبه بالمعارض الفنية، ويستقطب ركن الفنون مجموعة من أعمال فنانين محترفين وناشئين من جميع أنحاء العالم، ويوفر فرصاً للتواصل مع الفنانين وناشري الإبداعات البصرية والمهتمين بهذا المجال، كما يعد مكاناً للرسامين والمصممين والناشرين للالتقاء معاً وممارسة تجارب مشتركة، وتعلم تقنيات فنية جديدة، وتطوير الأدوات وصقل المواهب والإمكانات التي يتطلبها هذا القطاع، وينظم المعرض كذلك ضمن هذا البرنامج العديد من الفعاليات والورش لتعليم مهارات وأساليب الرسم وتعليم المشاركين الخط العربي، وغيرها من الورش المتعلقة بالفن مثل الرسم الكاريكاتيري وتعليم المشاركين كيفية رسم الشخصيات وإنشاء رسوم هزلية.

### ركن النشر الرقمي
يوفر المعرض عبر ركن النشر الرقمي عدداً من المشاريع والمبادرات الداعمة لصناعة النشر الرقمية، بمشاركة جهات متخصصة في الكتب الصوتية والإلكترونية والرقمية وتقنيات النشر والطباعة الذكية، ويستضيف العديد من الجلسات والفعاليات التي تتناول أبرز الظواهر والحقائق والخبرات المرتبطة بعالم النشر الرقمي، بالإضافة إلى استقطاب نخبة من المتخصصين وأصحاب التجارب الناجحة في هذا المجال.
ويتطرق هذا البرنامج للعديد من القضايا ذات الأولوية في قطاع النشر، عبر جلسات ونقاشات تتناول النشر الرقمي وأهميته وتحدياته، وصناعة الكتاب الصوتي أو المسموع، وأهمية النشر الرقمي في إثراء المكتبات، وتعزيز العملية التعليمية لطلبة المدارس، وغيرها من الموضوعات المرتبطة بالمحتوى الرقمي وقطاع النشر الرقمي.

### برامج أخرى

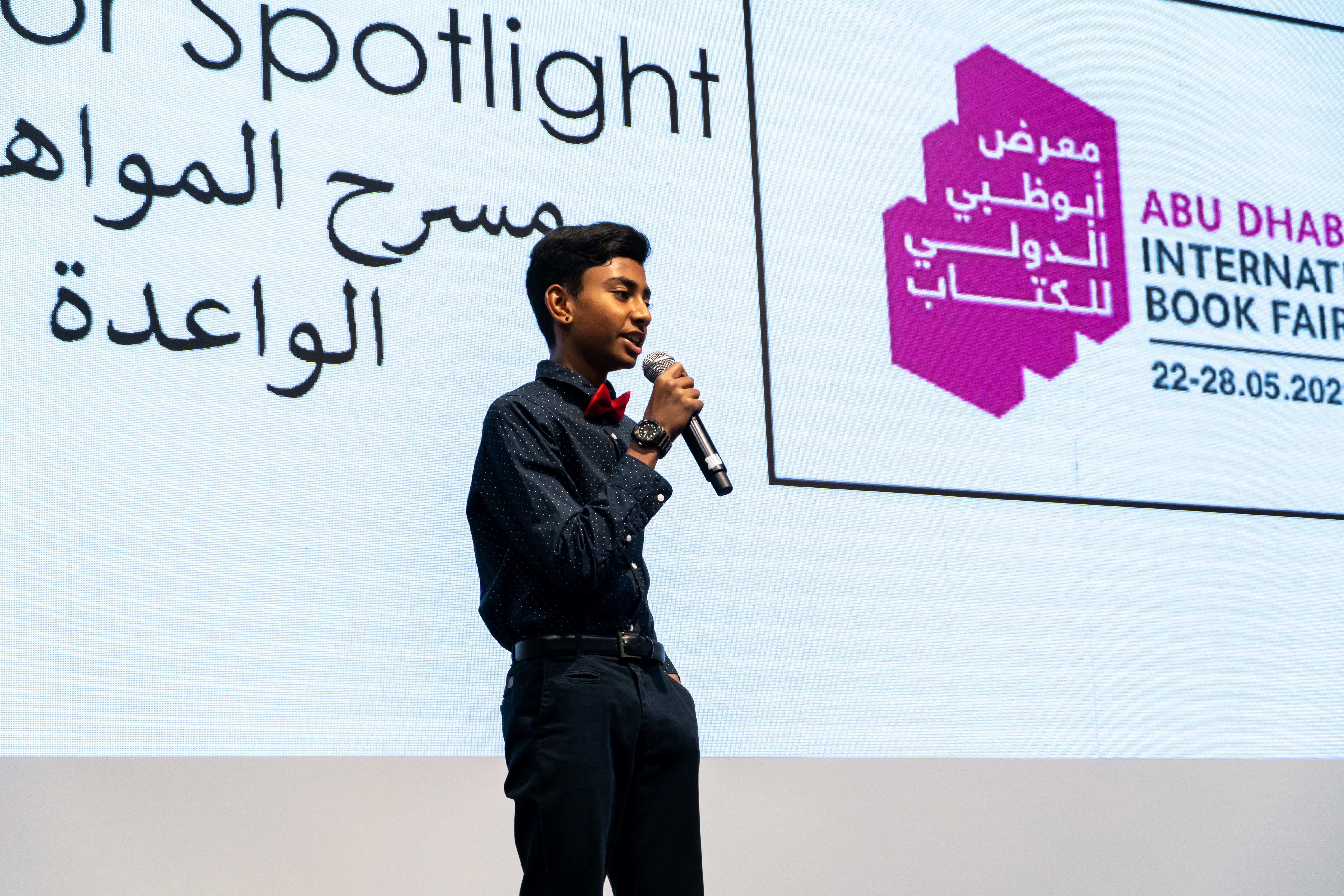
من فعاليات المعرض للأطفال

### برامج أخرى[26]

#### تواقيع الكتب
يقدم المعرض العديد من البرامج الأخرى منها «تواقيع الكتب» التي تجمع الكتاب مع قراءهم للحصول على النسخ الأولى من مؤلفاتهم مع توقيعهم.

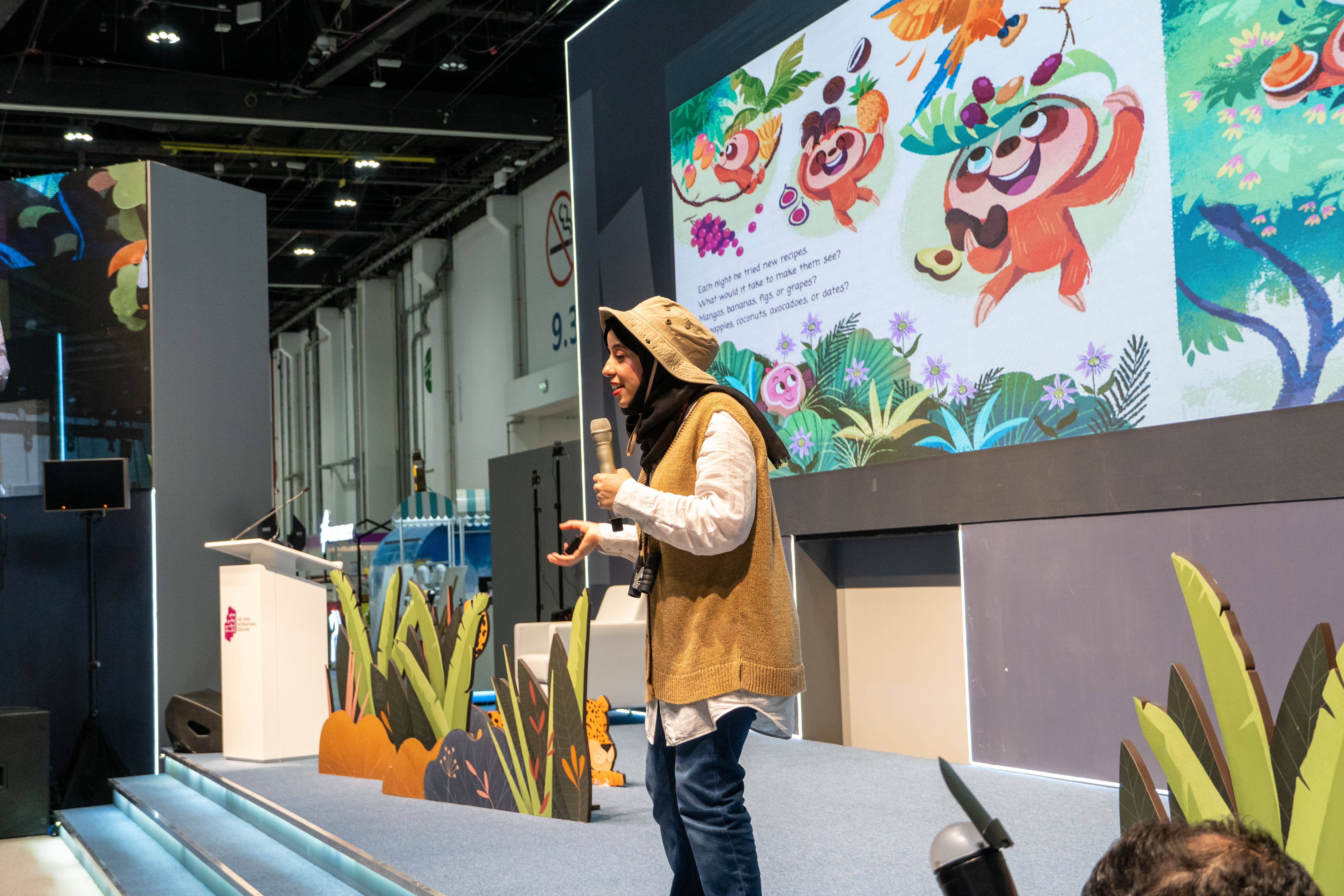
من فعاليات المعرض للأطفال

#### واحة الأطفال
يخصص برنامج «واحة الأطفال» العديد من الفعاليات والأنشطة الموجهة للطفل، مع توفير مجموعة متنوعة من الكتب المخصصة للأطفال.

#### ركن أنماط الحياة
يستقطب برنامج «أنماط الحياة» مجموعة من العروض الفنية والرياضية والاجتماعية والإعلامية وغيرها، بمشاركة النجوم والمتخصصين والضيوف من خلال ورش عمل تفاعلية وعروض حية ولقاءات مباشرة مع الجمهور.

#### ركن الرسوم المصورة
قُدم برنامج «ركن الرسوم المصورة» لأول مرة خلال معرض أبوظبي الدولي للكتاب 2022، بالتعاون مع هيئة الإعلام الإبداعي،  ليوفر فرصة أخرى لمعايشة قصص وحكايات من أروقة معرض أبوظبي الدولي للكتاب 2022، ولكن في عالم متخيل أبطاله شخصيات كرتونية تروي القصص، مع استضافة مجموعة من أبرز رسامي الكوميكس والفانتازيا وتقديمهم لعروض حية وتجارب ممتعة للجمهور.

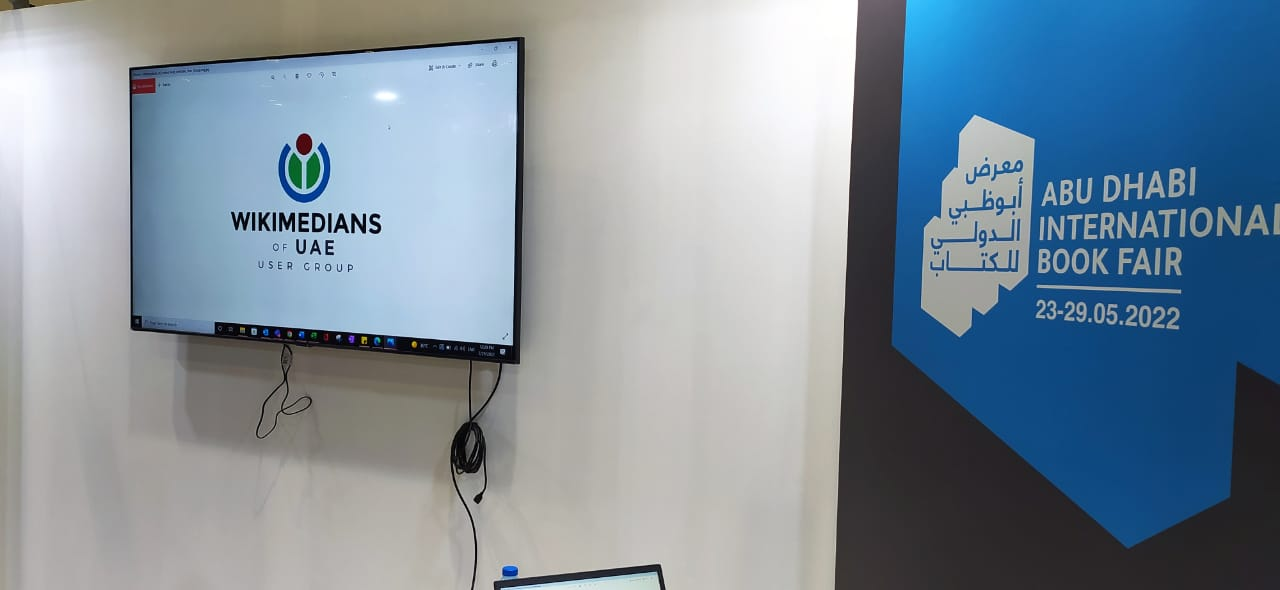
معرض 2022

## معرض 2022

### لمحة عامة عن الدورة
استضافت العاصمة أبوظبي لمدة ٧ أيام الدورة ال٣١  من معرض أبوظبي الدولي للكتاب ٢٠٢٢ في أدنيك أرض المعارض. المعرض كان بتنظيم مركز أبوظبي للغة العربية التابع لدائرة الثقافة والسياحة - أبوظبي. بعد تأثر المشهد الثقافي  بسبب الجائحة، جاءت الدورة الجديدة بالعديد من الفعاليات والأنشطة ومجموعة كبير من الناشرين بلغ عددهم ١١٣٠ من أكثر من ٨٠ دولة حول العالم. مساحة المعرض امتدت لتغطي ٥ قاعات بين دور النشر المشاركين، ٥ برامج و٦ أركان مع القسم الإعلامي. حلت ألمانيا ”ضيف الشرف“  للمعرض بمشاركة ٣٤ ناشر وبرنامج ثقافي مصاحب يعرض أبزر المشاهد الثقافية الألمانية. الشخصية المحورية للمعرض كانت للكاتب العربي ”طه حسين“ حيث كان له منصة خاصة لعرض أهم كتاباته.

### ضيف شرف المعرض
ضيف شرف معرض أبوظبي الدولي للكتاب لعام 2022 هو الجناح الألماني تحت عنوان «القصص الألمانية» والذي بلغ مساحته 400 متر مربع وشمل 34 ناشراً ألمانياً. هذا هو العام الثاني الذي يحوز فيه الجناح الألماني على مرتبة ضيف الشرف. , وقد كان أبرز ما تضمنه جناح ألمانيا هو مسرح ضيف الشرف والذي صمم على شاكلة هيكل مخصص للواقع الافتراضي لعرض مسرحية «فاوست» للفنان الألماني غوته وعلامات مضيئة لجذب الزوار إلى المشاركة في نشاط إبداعي.
وقد قامت كل من الوزارة الاتحادية الألمانية للشؤون الاقتصادية والعمل المناخي ووزارة الخارجية الألمانية الفيديرالية، ومعهد غوته في منطقة الخليج العربي والسفارة الألمانية في أبوظبي بتنظيم الجناح الألماني.
البرنامج الثقافي
تضمن البرنامج الثقافي عشرة مؤلفين ألمان تم دعوتهم للمشاركة كضيف شرف وقاموا بمناقشات مع نظرائهم من الوطن العربي. أحد أبرز ضيوف الجناح الألماني هم أولجا جرياسنوفا والتي فازت بجائزة آنا سيجيرز، وجوديث شالانسكي. كما نظم الجناح حوالي 40 فعالية شملت الأمسيات الشعرية، قراءات للكتب، ومستقبل صناعة الكتب وسوق الكتب.
كما ركز البرنامج الثقافي على بعض الموضوعات المهمة مثل الإلهام، كرة القدم، الترجمة حيث أُطلق مؤتمر أبو ظبي للترجمة عام 2012 خلال الدورة ال22 وذلك من اجل تسليط الضوء على واقع الترجمة من اللغة العربية وإليها في العصر الحديث في ظل التحديات التي تواجهها، ومفهوم الحقائق اليقينية «الشكوك»، واستضاف عدد من المصممين والرسامين الذين عقدوا ورشات عمل للأطفال واليافعين يومياً من الساعة 10 صباحاً إلى 12 ظهراً.
البرنامج التجاري
هدف الجناح الألماني من خلال برنامجه التجاري إلى معالجة موضوعات متعلقة بالسوق العربية مثل نشر المواد التعليمية والاستدامة في النشر والرقمنة، بالإضافة إلى إنشاء صداقات متبادلة بين الناشرين الدوليين والتجار في العالم العربي. وقد كان من أبرز المشاركين من دور النشر الألمانية كل من الناشرة كونستانس نيومان من دار النشر أوفباو فيرلانغ، والدكتورة ناديا كنسلر من دار النشر ديليوس كلاسينج.

### الشخصية المحورية
أطلق معرض أبوظبي الدولي للكتاب بدورته الواحدة والثلاثين برنامجاً جديداً خصصه لشخصية محورية أثرت بشكل كبير في مجالات الثقافة والفكر والمعرفة والإبداع وكذلك في حياة الناس، ليكون البرنامج فرصة للوقوف على نتاج الشخصية، واختار المعرض عميد الأدب العربي الدكتور طه حسين الشخصية المحورية لدورته الحادية والثلاثين، باعتباره رجل صاحب بصيرة أثرت مؤلفاته العقول في مختلف أنحاء الوطن العربي.
وتضمن برنامج الشخصية المحورية الذي حمل عنوان: «طه حسين.. الكتاب بصيرة» 4 ندوات، تغطي أبرز جوانب تجربة الدكتور طه حسين الفكرية والثقافية والأدبية يتناولها أعلام الفكر والأدب من مختلف أنحاء العالم العربي، وتأتي تحت عناوين: طه حسين: بصيرة العقل، وطه حسين ناقداً ومفكراً، وطه حسين عميداً للأدب العربي، وطه حسين والتنوير، كما تضمن البرنامج مقالاً يومياً في النشرة اليومية للمعرض، وإقامة جناح الشخصية المحورية، والذي اشتمل على عرض لجوانب من  شخصية طه حسين وأبرز محطات مسيرته وإنجازاته الثرية.

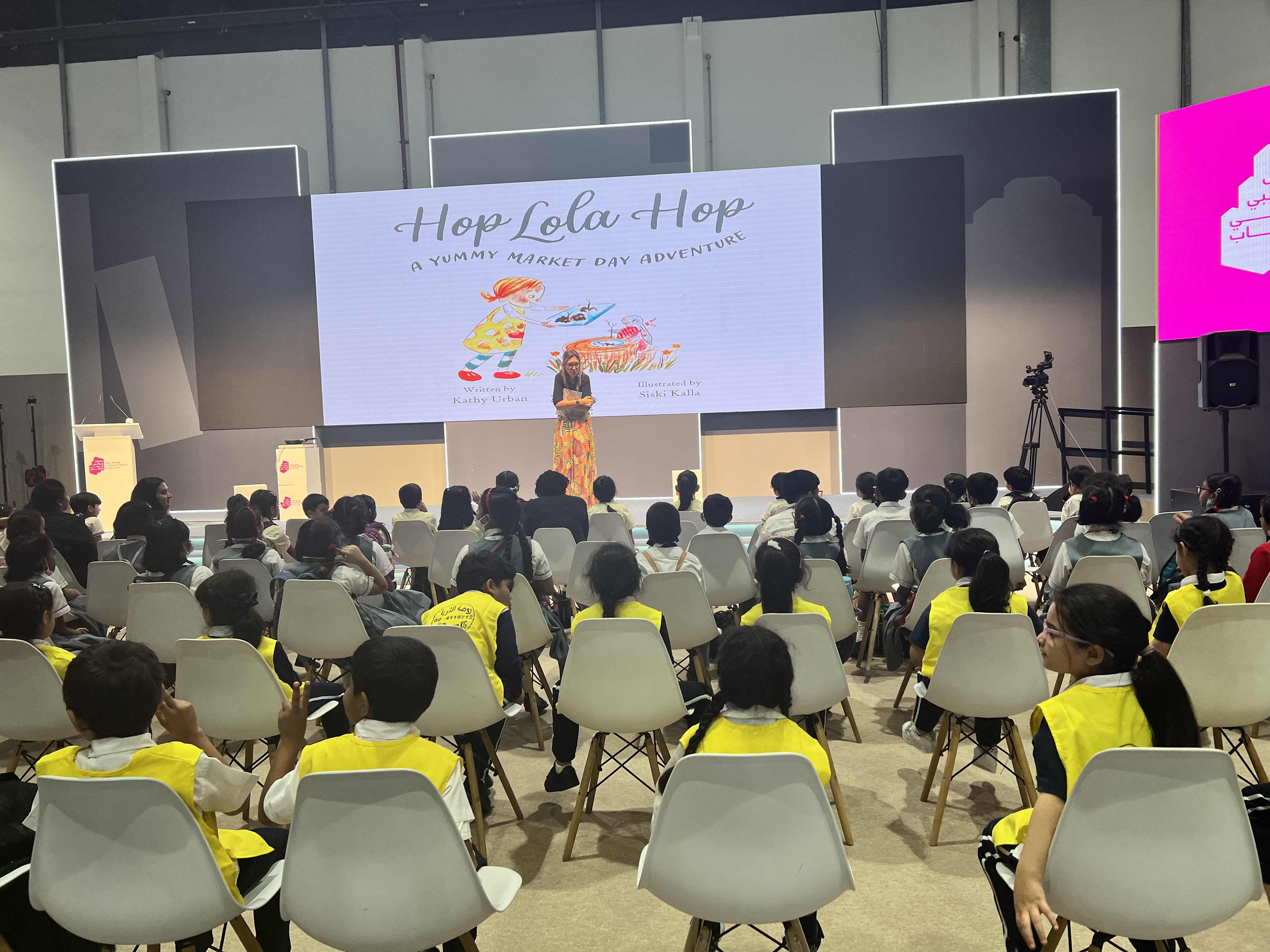
الدورة الـ32 للمعرض 2023

## الدورة الـ32 للمعرض 2023
تنعقدُ الدورة ال32 لمعرضِ أبوظبي الدولي للكتاب من تاريخ 22 مايو 2023 إلى 28 مايو. وهناك ما يزيدُ عن 2000 فعالية متنوّعة، وأكثر من 1300 جهة عارضة من 90 بلداً.
ويستضيفُ المعرض عدداً من الكتّاب، والمؤرخين، والمفكّرين، منهم المؤرخ وعالم الآثار التونسي، د. إبراهيم شبوح، والذي يهتم بتحقيق أعمال ابن خلدون، والمفكّر، د. أحمد برقاوي، والكاتب البريطاني، أنتوني ساتين.
وسيُعلن المعرض عن الفائز بالجائزة العالمية للرواية العربيّة وتكريم المرشحين في القائمة القصيرة بالتزامن مع الاحتفال بمرور 15 عاماً على احتضان أبوظبي للجائزة.

### من أبرز المتحدّثين[34][33]
يستضيفُ المعرض خلال أيامه الستة عدداً من المتحدثين في مواضيع مختلفة، منها الأدبية، والفنية، والتكنولوجية. ومن المتحدّثين، هو مؤلف كتاب (المتفائل العقلاني) و(كيف يعملُ الابتكار)، مات ريدلي، وخبيرة علاقات التكنولوجيا، د. كاريسا فيلبز، والتي ستتحدّثُ في محاضرتها عن كيفية الحفاظ على الخصوصية في عالم التكنولوجيا، بالإضافةِ إلى علي التبريزي، والذي سيحاورُ عن فيلمه الوثائقي، (مؤامرة على البحار)، المصنف ضمن الأفلام الوثائقية ال10 الأكثر مشاهدة على شبكة نتفليكس في 2021.
إلى ذلك، يستضيفُ المعرض الكاتب والمتخصص في السلوك البشري، د. خالد غطاس، والكاتب والروائي السعودي، أسامة المُسَلّم، والكاتب المِصري، أحمد مراد.

### مشاركات مختلفة
في المعرض لهذه العام، هناك مشاركاتٌ مختلفة من كلٍّ من الأرشيف والمكتبة الوطنية، والتي تحرصُ على مشاركتها السنوية في المعرض ، ومؤسسة محمد بن راشد للمعرفة.
وبالنسبةِ للأرشيف والمكتبة الوطنية، فهي تعقدُ عدداً من الفعاليات الثقافية والنشاطات التعليمية المختلفة والتي تتضمنُ إصدارات توثّقُ تاريخ وتراث الإمارات ومنطقة الخليج، بالإضافةِ إلى فرصة للاطلاع على إصدارات جديدة بطبعتها الأولى وكتب تُرجمت إلى لغات ودوريات، في مقدمتها جديد مجلة (ليوا) العلمية الفصلية المحكّمة. وتتضمنُ الكتب الجديدة:
- (اليوميات البحريّة)
- (جلفار وساحل الشميلية في ضوء الوثائق البرتغالية
- (من قصر الحصن نحو قصر الوطن: فن العمارة)
- (تجارة العملات المعدنية)

ومن جهتها، تركّز مؤسسة محمد بن راشد للمعرفة، مشاركتها لهذا العام على مفهومِ الاستدامة، وهي تعقدُ مجموعةً من الفعاليات تتضمنُ:
- استراحة المعرفة
- برنامج دبي الدولي للكتابة
- مركز المعرفة الرقمي
- حوارات المعرفة
- استراحة المعرفة
- فعالية يومية بعنوان - قراءة في 15 دقيقة، والتي تهدفُ لإحياء القراءة في ضوء إصدارات برنامج دبي للكتابة ومركز المعرفة الرقمي، لقراءة 100 كتاب في المعرض

وتُعلن المؤسسة عن توقيعها مذكّرات تفاهم مع دور نشر مختلفة، وسيشهدُ الجناح إطلاق عدد من الكتب أُنجزت ضمن برنامج دبي الدولي للكتابة.

#### الشخصية المحورية للمعرض[38]
الشخصية المحورية للدورة ال32 من معرض الكتاب، هو العالم المسلم، والذي يعدُ من مؤسسيّ علم الاجتماع، ابن خلدون. وستكون هناك جلسات وندوات تُسلط الضوء على شخصيته، وإنجازاته، وتأثيره على الفِكر والتاريخ الإسلامي، بالإضافةِ إلى أدبه، وفلسفته، ومساهمته في العلوم الاجتماعية والاقتصادية.

### ضيف شرف المعرض
ضيف شرف المعرض لعام 2023م هي تركيا. وتهدفُ استضافة الجمهورية التركية لتفعيل برنامجٍ ثري يحتفي بالثقافة التركية. واحتفل بهذا الإعلان عبر مراسم توقيع اتفاقية عُقدت في مركز أبوظبي للغة العربيّة، وكان الحفل بحضور رئيس مركز أبوظبي للغة العربيّة، د. علي بن تميم، وسفير تركيا في الإمارات، د. توجاي تونشير.
وهناك فعاليات (مناقشات وورش عمل) يُشاركُ فيها مثقفين أتراك كمؤلفين، وفنانين، وناشرين، ومفكّرين، من ضمنهم د. عارف بيلجين، وسايجين إرسين، وماري إيشين، وآردا تركمان، بالإضافةِ إلى أومور أوكور. وستكون هناك ورش عمل، وعروض موسيقية، وطهي، بالإضافةِ إلى أنشطة أطفال وشباب متعلّقة بالثقافة التركيّة. حيث تتناولُ الجلسات وورش العمل تاريخ الأدب التركي والترجمات الأدبية المتبادلة للأدبين العربيّ والتركي.
ويتفاءل الطرفان أنّ المشاركة قد تؤثرُ إيجاباً على أرقام الصادرات والواردات. حيث يتمُ الترتيب حالياً لعددٍ كبير من الاتفاقيات المتعلّقة بحقوقِ التأليف والنشر خلال معرض أبوظبي للكتاب.

## الدورة 33 عام 2024
أقيمت الدورة 33 في الفترة من 29 أبريل إلى 4 مايو 2024م بتنظيم من مركز أبوظبي للغة العربية، بمشاركة 1350 ناشراً من 90 دولة، منهم 140 داراً تشارك للمرّة الأولى.وبلغ حجم زوار المعرض 231,168 زائر، حيث تم بيع 160,152 كتابًا.
واحتفت هذه الدورة بجمهورية مصر العربية ضيف شرف، والروائي المصري نجيب محفوظ "الشخصية المحورية" لعام 2024 عبر سلسلة من الندوات، بمشاركة مثقفين وباحثين من مصر والعالم العربي، تناولوا تجربته الإنسانية والإبداعية..
شمل المعرض 5 برامج رئيسة واستحدث في هذا العام محور "كتاب العالم"، الذي يتناول مؤلفا أثر في مسيرة الأدب العالمي، وامتد أثره عبر السنوات والثقافات، مبتدئاً بـ"كليلة ودمنة"، لعبدالله بن المقفع، بالتنسيق مع معرض فني ينظمه متحف اللوفر - أبوظبي حول "أدب الخرافة من كليلة ودمنة إلى لافونتين في فترة المعرض.

## أنظر أيضًا
- هيئة أبوظبي للثقافة والتراث
- مركز أبو ظبي للغة العربية
- معرض فرانكفورت الدولي للكتاب
- معرض الشارقة الدولي للكتاب
- معرض دبي الدولي لكتاب الطفل
- السياسة الثقافية في أبوظبي
- مؤتمر أبو ظبي الدولي للترجمة

## وصلات خارجية
- الموقع الرسمي لمعرض أبوظبي الدولي للكتاب
- حساب تويتر الرسمي لمعرض أبوظبي الدولي للكتاب
- فيسبوك الرسمية لمعرض أبوظبي الدولي للكتاب معرض أبو ظبي الدولي للكتاب  على فيسبوك.
- هيئة أبوظبي للثقافة والتراث
- معرض فرانكفورت الدولي للكتاب[وصلة مكسورة]

موقع معرض أبو ظبي الدولي للكتاب
موقع هيئة أبوظبي للسياحة والثقافة